# New Way Motor Company
New Way Motor Company war ein US-amerikanischer Hersteller von Motoren und Automobilen.

## Unternehmensgeschichte
Das Unternehmen wurde am 23. Januar 1905 in Lansing in Michigan gegründet. Vorgänger war die Clarkmobile Company. Treibende Kräfte waren William H. Newbrough als Schatzmeister und Manager sowie Charles H. Way als mechanischer Ingenieur. A. C. Stebbins, möglicherweise der Geldgeber, wurde Präsident. Im gleichen Jahr begann die Produktion von Motoren und Automobilen, wobei der Schwerpunkt auf den Motoren lag. Der Markenname lautete New Way. 1907 endete die Fahrzeug- und 1908 die Motorenproduktion. Eine Quelle gibt an, dass sieben Fahrzeuge entstanden.

## Produkte
Die Motoren, entworfen von Way, waren luftgekühlt.
Die Personenkraftwagen bauten auf Fahrgestellen von Clarkmobile auf. Sie hatten ebenfalls den selbst hergestellten luftgekühlten Motor.